# Кастелферо (Алесандрија)
Кастелферо је насеље у Италији у округу Алесандрија, региону Пијемонт.
Према процени из 2011. у насељу је живело 422 становника. Насеље се налази на надморској висини од 177 м.